# 東京ぼん太
東京 ぼん太（とうきょう ぼんた、1939年4月7日 - 1986年10月14日）は、日本の芸人、歌手、漫談家。栃木県出身。トレードマークは唐草模様の風呂敷。本名は中山孝一。

## 来歴・人物
作新学院で野球をやっていたが、肘のケガで中退する。コメディアンを志して上京した。芸名の由来は「東京の上野駅に着いた時にボーンと鐘が鳴った」ことが芸名のヒントになったといわれる。キャバレーなどを転々とした後に、1960年頃から寄席に出演。1963年からは唐草模様の風呂敷包みを背負ってテレビに登場して「夢もチボーもないね」「イロイロあらあな」など、栃木訛りを誇張したギャグで人気を博した。
レコードも発売しており「マアいろいろあらァな」は、20万枚のヒットとなった。
しかし1976年に賭博容疑で逮捕され、1978年に復帰するも長期の謹慎を余儀なくされて寄席も出演が無く地方廻り、キャバレーを主とした。晩年は不遇であり、郷里の栃木県で芸能活動をしていたが深酒が祟って体調を崩し、1986年に胃癌で死去。47歳没。

## 主な出演

### 映画
- ぶらりぶらぶら物語（1962年11月）
- われ一粒の麦なれど（1964年8月）
- 夜の片鱗（1964年11月）
- 落語野郎 大脱線（1966年6月）
- 不敵なあいつ（1966年10月）
- 任侠八方破れ（1966年10月）
- 落語野郎 大馬鹿時代（1966年11月）
- 不死身なあいつ（1967年1月）
- 落語野郎 大爆笑（1967年2月）
- 命しらずのあいつ（1967年4月）
- 爆弾男といわれるあいつ（1967年6月）
- 喜劇 東京の田舎っぺ（1967年8月）*主演
- ニューヨーク帰りの田舎っぺ（1967年12月）*主演
- ぼん太の結婚屋 いろいろあらァな田舎っぺ（1968年4月）*主演
- ギャンブル一家 チト度が過ぎる（1978年10月）

### テレビ
- 恒例笑って笑って大合戦
- 奥さん!2時です
- 爆笑チャンネル
- 爆笑ダイヤモンドショー（1965年 - 1966年） - 第一期
- お茶の間寄席（1966年 - 1968年、1974年）
- ぼん太のド・サイケ紳士録（1968年 - 1969年）
- 東京ぼん太ショー（1968年 - 1969年）
- テレビ爆笑10年史（1970年7月）
- 文五捕物絵図（1967年 - 1968年） - 与之助
- 百年目の田舎っぺ（1968年、TBS）
- てなもんや一本槍（1968年 - 1970年）
- プレイガール 83話 ゲスト出演
- 赤ひげ 45話 - げれ松
- 西部警察 PART-III 11話 - 太田
- 世界びっくりアワー（東京12チャンネル）司会

### ラジオ
- お笑い歌謡決定版（TBSラジオ）

## レコード
- マアいろいろあらァな / 東京の田舎ッペ（1966年12月）
- なぐさめ / あんたしっかりしてンね（1967年3月）
- 浮気しないで待ってておくれ / 真夏の夜（1967年7月）
- 涙のペケ子ちゃん / マイ・シスター（1967年10月）
- ぼんちゃん音頭（1968年4月）
- こころ変り / 俺ら田舎ッぺ（1968年7月）
- 淋しいグラス（1969年3月）
- われらサラリーマン / あんな男のどこがいい（1969年5月）
- 流し屋ブルース / からくさ三度笠（1969年10月）
- 俺がやらなきゃ誰がやる / カウンター暮らし（1971年3月）
- 命です泪です惚れてます / 雪子のお店（1978年9月）
- 帰って来た田舎ッぺ / 愛（サラン）（1985年7月）